# B'Tselem
B'Tselem (בצלם, "evenbeeld"), voluit B’Tselem – The Israeli Information Center for Human Rights in the Occupied Territories, is een Israëlische mensenrechtenorganisatie die zich richt op schendingen van mensenrechten door Israël in de bezette Palestijnse gebieden. De organisatie pleit uitdrukkelijk voor beëindiging van de Israëlische bezetting.

## Betekenis van de naam
B'Tselem betekent letterlijk 'naar het beeld van' of 'evenbeeld'. Het is een toespeling op Genesis 1:27: "En God schiep de mens naar zijn beeld; naar Gods beeld schiep Hij hem;". Met deze naam geeft B'Tselem uitdrukking aan het universeel en joods morele gebod om de mensenrechten van alle volken te respecteren en hoog te houden.

## Organisatie en activiteiten
B'Tselem is een Israëlische NGO.
De organisatie werd opgericht op 3 februari 1989 door een groep bekende Israëli's, waaronder advocaten, academici, journalisten en leden van de Knesset onder wie oud-directrice Zehava Gal-On. Met ingang van 2021 werd de directie gevoerd door Hagai El-Ad; voorzitter was David Zonsheine. In 2023 nam de voormalige directeur van Breaking the Silence, Yuli Novak, het stokje over.
B'Tselem documenteert Israëlische schendingen van mensenrechten in de Palestijnse gebieden en publiceert deze op haar website. Verder publiceert zij veel video-materiaal, getuigenissen, rapporten en statistieken.

## Activiteiten en publicaties
B'Tselem wordt vanwege zijn rapporten en documenten over de  mensenrechtenschendingen en Israëls bezettingspolitiek in de Palestijnse gebieden sterk bekritiseerd door Israël.
In mei 2016 bracht B'Tselem een publicatie uit over het Israëlische militaire rechtssysteem, "The Occupation's Fig Leaf" B'Tselem had jarenlang met de militaire openbare aanklager aan onderzoek naar misdaden van Israëlische militairen jegens Palestijnen meegewerkt. Met de verzamelde klachten, getuigenissen, medische en andere documenten over handelingen, dodelijk geweld en gebruik van wapens door de soldaten werd door de Israëlische rechtbanken echter nauwelijks iets gedaan;  militairen werden bijna nooit vervolgd. Volgens gegevens van de Israëlische mensenrechten-organisatie Yesh Din kwam het slechts bij 46 van de 302 klachten binnen een jaar tot nader onderzoek. Dat leidde bij vijf gevallen tot vervolging. Over een periode van vijf jaar leidde 3,4 procent van de onderzoeken tot een rechtszaak. B'Tselem, die alle hier genoemde gevallen heeft gedocumenteerd, maakte in 2016 bekend niet langer mee te werken aan legeronderzoeken, omdat de organisatie deze als het "witwassen" van misdaden beschouwt.
In juli 2016 werd door de Knesset de NGO Funding Bill, ook wel 'Transparency Bill' genoemd aangenomen. Daarin wordt van ngo's en mensenrechtenorganisaties zoals B'Tselem, die meer dan de helft van hun inkomsten uit het buitenland krijgen, geëist deze inkomsten precies op te geven. Opponenten stellen dat deze wet discrimineert, omdat het hoofdzakelijk van toepassing is op groepen die tegen de Israëlische politiek ten aanzien van de Palestijnen en de Israëlische nederzettingen zijn. Zij krijgen onder meer subsidies van organisaties of particulieren die evenzo kritisch zijn. Daarentegen vallen pro-nederzettingenorganisaties en ngo's die de bouw van Israëlische nederzettingen op bezet Palestijns land steunen en private donaties uit het buitenland krijgen, buiten deze wet.
In september 2017 waarschuwde B'Tselem premier Benjamin Netanyahu en andere Israëlische topfunctionarissen dat zij persoonlijk aansprakelijk gesteld zouden worden voor het plegen van oorlogsmisdaden als zij Palestijnse gemeenschappen als Khirbet Susiya en Khan al-Ahmar in het C-gebied (Oslo-akkoorden) van de Westelijke Jordaanoever zouden verwoesten.
Op 11 november 2017 volgde een rapport "Torture and Abuse in Interrogation" over de ondervragingsmethoden van Palestijnse inwoners in de bezette gebieden door Shin Bet
In zijn eerste toespraak, oktober 2018, in de Veiligheidsraad van de Verenigde Naties drong het hoofd van B'Tselem, Hagaï El-Ad, aan op maatregelen tegen Israëls politiek jegens de Palestijnen. Daarbij doelde hij op de nederzettingenpolitiek van Israël, waarbij hij de regering beschuldigde van een opzettelijke "opsplitsing van een gehele bevolking, fragmentatie van hun land en verscheuring van hun leven." Door Danny Danon, de afgevaardigde van Israël bij de Verenigde Naties, werd hij uitgemaakt voor 'collaborateur'. Ook Benjamin Netanyahu en Likoed-lid Tzipi Hotovely lieten zich hierover in felle bewoordingen uit.
In oktober 2016 had El-Ad reeds in een forum tegenover leden van de Veiligheidsraad de realiteit van de bezetting uiteengezet.
In maart 2018 bracht B'Tselem het rapport "Minors in Jeopardy" uit over de behandeling van Palestijnse kinderen door het Israëlisch defensieleger en bij de Israëlische militaire rechtbanken.
In januari 2021 publiceerde B'Tselem een 'paper' waarin de Israëlische regering als apartheidsregime wordt aangemerkt, getiteld "Een regime van Joodse suprematie van de Jordaanrivier tot aan de Middellandse Zee: Dit is apartheid". Daarin verklaarde de organisatie dat het één regime is dat het hele gebied en de bevolking daarin beheerst wat betekent dat er ten aanzien van mensenrechten geen onderscheid gemaakt mag worden tussen Israël en de door Israël bezette gebieden en dat het voor het effectief bestrijden van mensenrechtenschendingen essentieel is dat dat regime er op ondervraagd en bepaald wordt.
Sinds 7 oktober 2023, het begin van de Oorlog Hamas-Israël, werden in de Gazastrook en op de Westelijke Jordaanoever duizenden Palestijnen door het Israëlische leger in administratieve detentie gevangen genomen, meestal zonder enig bewijs. Van de behandeling in de Israëlische militaire gevangenissen zijn dozijnen getuigenissen opgenomen in het rapport "Welcome to Hell", met als ondertitel The Israeli Prison System as a Network of Torture Camps.
In december 2024 verscheen het rapport "Unleashed, abuse of Palestinians by Israeli soldiers in the center of Hebron"

## Onderscheidingen en prijzen
- 1989: Carter-Menil Human Rights Prize (samen met Al-Haq)[18][19]
- 2009: Geuzenpenning (samen met Al-Haq)
- 2012: 'Beste Korte Film Award' op het Doha Tribeca Film Festival met de documentaire "The Forgotten"
- 2014: 'Beste Korte Film Award' op het Milano Film Festival met de documentaire "Smile and the World Will Smile Back.” Die documentaire werd in 2015 ook genomineerd voor de 'Beste Korte Film' bij het 28ste Europese Film Awards.[20]
- 2019: Wereldpremière van de documentaire "Of Land and Bread" op het International Documentaire Festival in Amsterdam (IDFA)[21]

De organisatie was in de race voor de Nederlandse mensenrechtenprijs De Tulp in 2015, maar ze werd voorbijgestreefd door My Israel die opriep op andere kandidaten te stemmen waardoor van de 65.677 stemmen er 48.582 uit Israël kwamen.
In mei 2018 doneerde een van de winnaars van de prestigieuze Israëlische Dan David Prijs het prijzengeld aan drie Israëlische mensenrechtenorganisaties: B'Tselem, the Association for Civil Rights in Israel (ACRI) en Physicians for Human Rights-Israel.